# Blacus mellistigmus
Blacus mellistigmus är en stekelart som beskrevs av Van Achterberg 1988. Blacus mellistigmus ingår i släktet Blacus och familjen bracksteklar. Inga underarter finns listade.